# カム・オン ベルベ・ショー
『カム・オン ベルベ・ショー』は、1962年9月2日から1963年1月27日まで日本テレビ系列局で放送されていた日本テレビ製作の音楽番組である。亜細亜製薬の一社提供。放送時間は毎週日曜 12:15 - 12:45 （日本標準時）。

## 概要
娯楽芸能雑誌のテレビ版的ポジションを狙って企画された番組で、毎回人気の歌手や映画俳優をゲストに招いていた。司会は藤村有弘が務めていた。
番組タイトルにある「ベルベ」とは、当時亜細亜製薬が発売していたアンプル剤の名称である。新聞のラジオ・テレビ欄においては商品名無しの「カム・オン・ショー」と省略表記されていた。

## 出演者

### 司会
- 藤村有弘

### ゲスト
- 宝田明
- 司葉子
- 青木光一
- 久保菜穂子
- 春日八郎
- 五月みどり
- 村田英雄
- 団令子
- 松島トモ子
- ほか